# Compagnie du Chemin de fer de Bettrechies à Hon et Bavay
La Compagnie du Chemin de fer de Bettrechies à Hon et Bavay est créée pour construire et exploiter un chemin de fer à voie normale dans le département du Nord. En 1921, la Compagnie générale de voies ferrées d'intérêt local   reprend l'exploitation.

## La ligne
- Bettrechies- Houdain-lez-Bavay - Hon-Hergies: (6 km) ouverture le 5 aout 1895[2]
- Houdain-lez-Bavay - Bavay: embranchement, (3 km) ouverture 1895.